# Teixeira Heizer
Teixeira Heizer, nascido Hithler Teixeira Heizer (Rio de Janeiro, 16 de dezembro de 1932 - Rio de Janeiro, 3 de maio de 2016), foi um jornalista esportivo brasileiro. Foi um dos pioneiros da Rede Globo, tendo o crachá funcional "número 1" da emissora. Também trabalhou nos jornais Diário da Noite, Diário de Notícias, Última Hora, O Dia, Placar, Veja e Estado de São Paulo. Seu último trabalho foi como comentarista no SporTV.
Formado em direito, teve longa carreira em órgãos de imprensa para os quais escreveu prioritariamente sobre futebol. Também foi autor de vários livros, como Maracanazo - Tragédias e Epopeias de um Estádio com Alma, lançado em 2010, em que conta suas memórias sobre a final da Copa do Mundo de 1950, quando a seleção brasileira foi derrotada pela uruguaia e o mais recente A Outra História de Cada Um, lançado em 5 de abril de 2016, dois dias antes de sofrer um ataque cardíaco..
O jornalista evitava usar o seu primeiro nome, pra assim não confundir com o notório ditador alemão Adolf Hitler, era torcedor fanático do Fluminense Football Club e próximo do ex-governador do Rio Grande do Sul e do Rio de Janeiro Leonel Brizola.